# Kościół San Maurizio w Wenecji
Kościół San Maurizio – były rzymskokatolicki kościół w Wenecji pod wezwaniem św. Maurycego. Administracyjnie należał do Patriarchatu Wenecji. Do 1810 roku był kościołem parafialnym w parafii pod tym samym wezwaniem, wchodzącej w skład dekanatu San Marco – Castello. Obecnie mieści Muzeum Muzyki.

## Historia

### Pierwotny kościół
Najstarsze kroniki podają, że kościół San Maurizio został wzniesiony w 699 roku pod wezwaniem św. Łazarza z inicjatywy rodziny Candian, zwanej później Sanudo. Pierwotnie jego fasada zwrócona była w stronę Rio del Santissimo, a u stóp mostu znajdował się dziedziniec, który do dziś prowadzi do Campo di Santo Stefano. Kampanila stała na rogu między campo a calle. Kościół został odbudowany po pożarze w 1105 roku pod wezwaniem Świętych Maurycego, Łazarza i Adriana. Pod koniec XV wieku kościół miał jeszcze strukturę bazylikową z trzema nawami w wyraźnym stylu bizantyńskim, będącą wynikiem jego odbudowy zrealizowanej w pierwszej połowie XII wieku. Przebudowano go ponownie w 1590 roku obracając go wzdłuż osi podłużnej tak, aby jego fasada wychodziła na Campo San Maurizio. W tym samym roku dokonano również jego poświęcenia.

### Obecny kościół
Obecny, klasycystyczny kościół powstał w wyniku przebudowy z lat 1795–1806, dokonanej przez Giannantonia Selvę dla patrycjusza Pietra Zaguriego. Selva miał inspirować się modelem kościoła San Geminiano, wyburzonego, by zrobić miejsce dla skrzydła napoleońskiego (Ala Napoleonica) na placu św. Marka. Po śmierci Selvy w 1819 roku prace budowlane dokończył Antonio Diedo. Zmodyfikował on projekt i zaprojektował drzwi i okna boczne.

#### Parafia
Okoliczności erygowania przy kościele parafii są niejasne; wydaje się jednak pewne, że kościół korzystał z praw cura d’anime już po jego odbudowie w 1105 roku. W XVIII wieku uzyskał status kolegiaty. Po upadku Republiki Weneckiej 12 maja 1797 roku, na mocy dekretu napoleońskiego Królestwa Włoch z 5 czerwca 1805 roku (oraz kolejnych dekretów) zainicjowano w Wenecji proces kasat i przekształceń kościołów i klasztorów oraz zmian granic parafii. Na mocy tych dekretów w 1807 roku kapituła przy kolegiacie została zlikwidowana, a w 1810 roku zlikwidowana została również parafia San Maurizio. Jej teren włączono do nowo utworzonej parafii Santo Stefano protomartire. Kościół, początkowo zamknięty dla kultu, został ponownie otwarty w 1817 roku jako kościół filialny tejże parafii, a 4 maja 1818 roku patriarcha Jacop Monico dokonał jego konsekracji.

## Architektura

### Kościół
Fasada główna wychodzi na Campo San Maurizio. Jest udekorowana prostymi motywami klasycystycznymi. Po obu stronach lunety znajdują się prostokątne reliefy dłuta Bartolomea Ferrariego i Luigiego Zandomeneghiego. Fronton powyżej wypełnia płaskorzeźba przedstawiająca żywot św. Maurycego. Portal jest flankowany kolumnami w porządku jońskim.

### Kampanila
Na planie Jacopa de’ Barbari widoczna jest wieża po pożarze z 1105 roku, stojąca po przeciwnej stronie ulicy, zwieńczona stożkową iglicą i czterema pinaklami. Została ona wyburzona, aby zrobić miejsce dla domu handlarza olejem i mąką, Dionino Bellavite, który od 1564 roku uiszczał opłatę „za wyburzoną kampanilę”. W 1795 roku wybudowano dzwonnicę w stylu romańskim.

## Wnętrze i wystrój
Wnętrze jest na planie krzyża greckiego z centralną kopułą, wspartą na czterech filarach. Każde z ramion krzyża ma ślepą kopułę. Projekt wnętrza miał być inspirowany wnętrzem wyburzonego kościoła San Geminiano Sansovina oraz pracami Codussiego. Ołtarze są autorstwa Selvy. Kościół został zdekonsekrowany, a dekoracje wnętrza usunięto. Obecnie wypełnia je 120 instrumentów strunowych z XVIII wieku, które zebrał Artemio Versari.

### Wyposażenie wnętrza

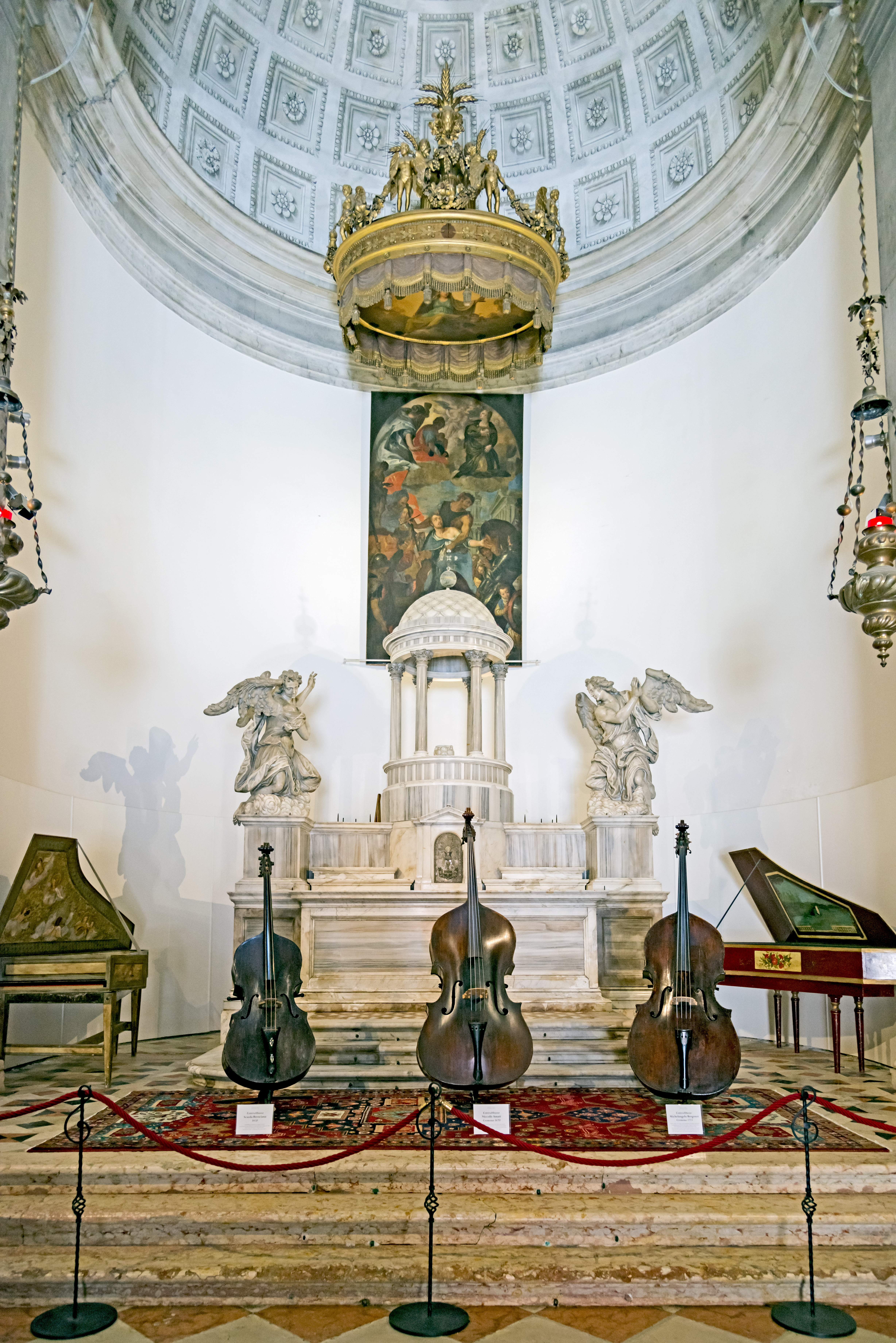
Ołtarz główny
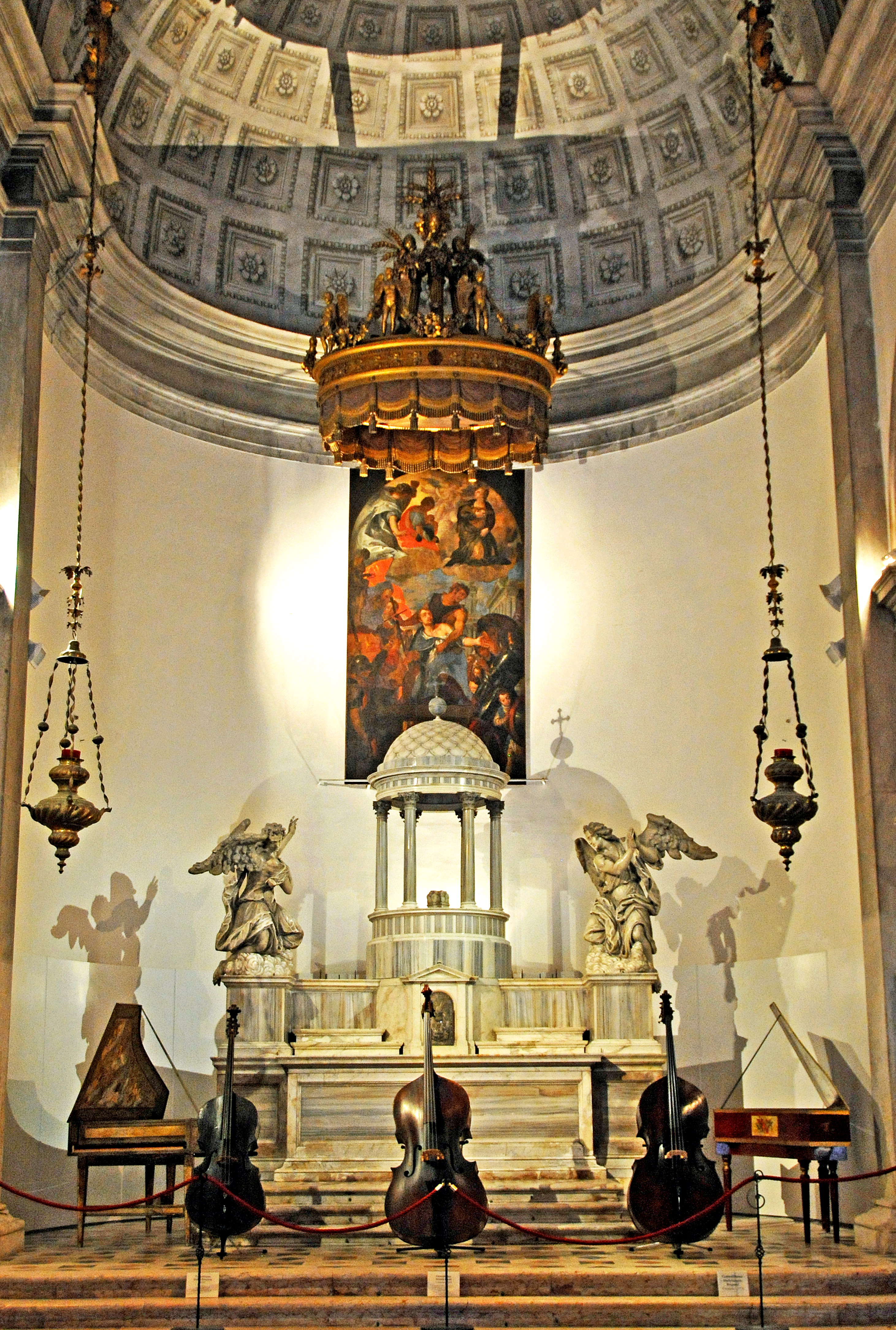
Jeden z ołtarzy bocznych
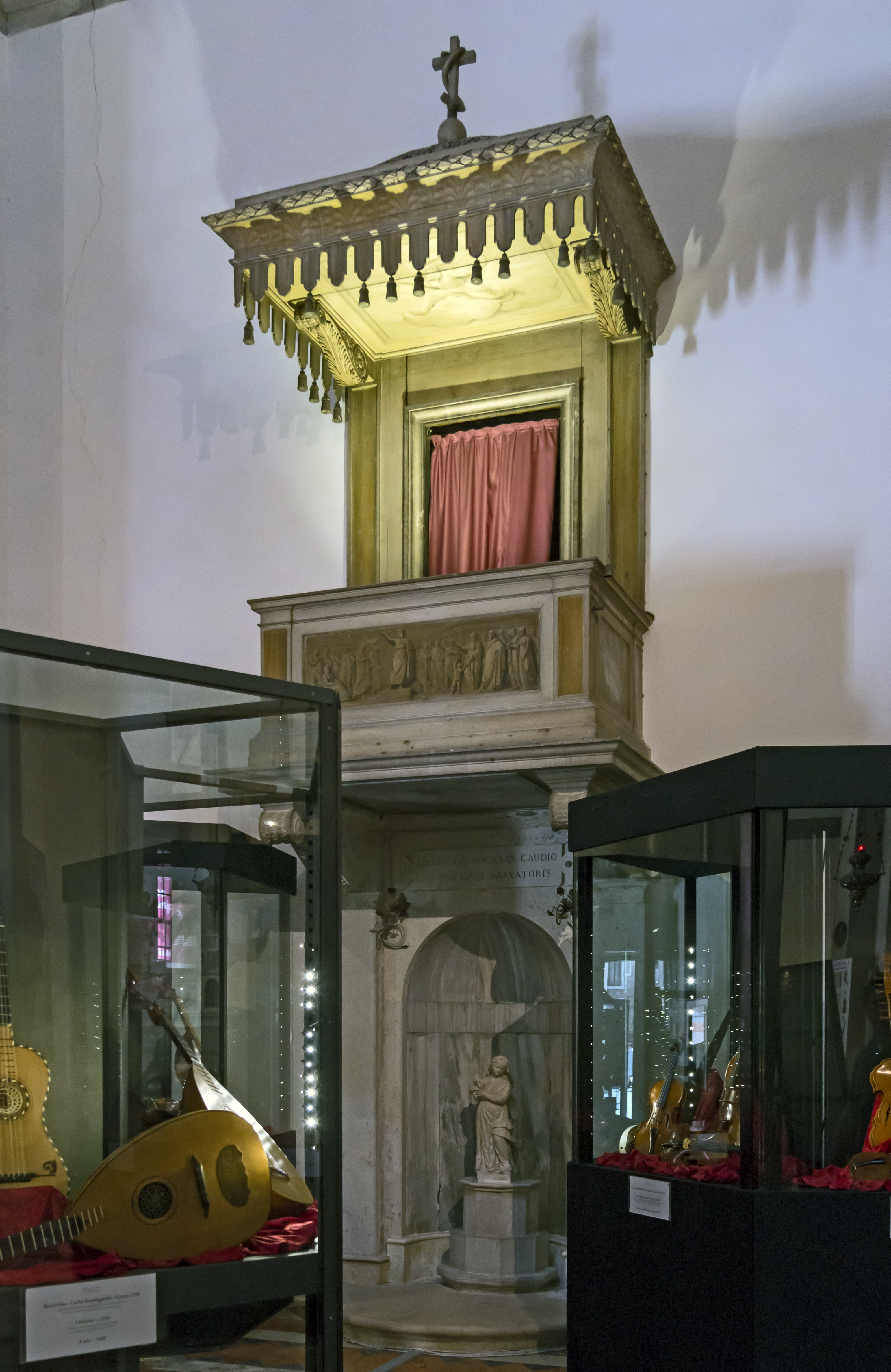
Ambona
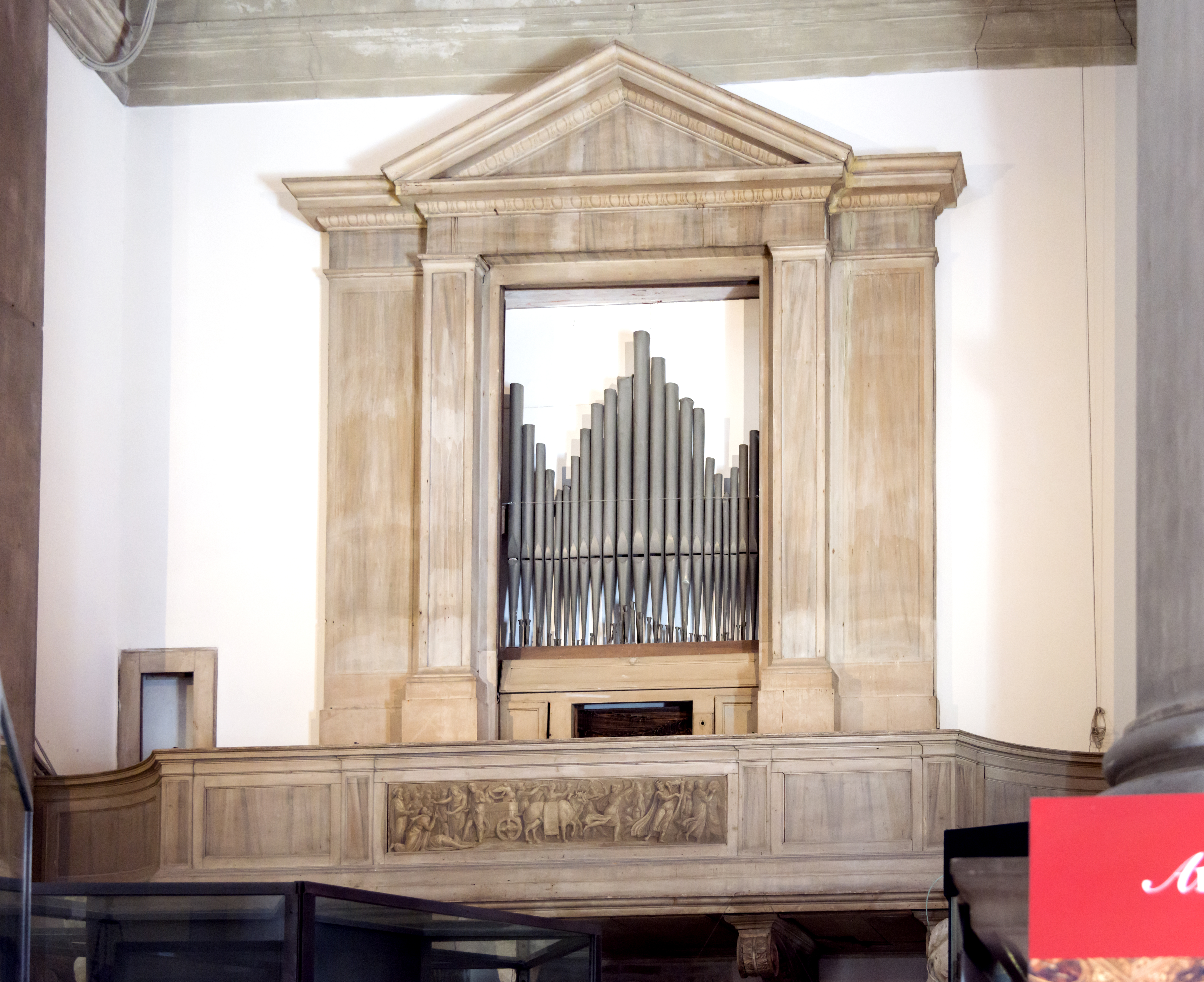
Organy
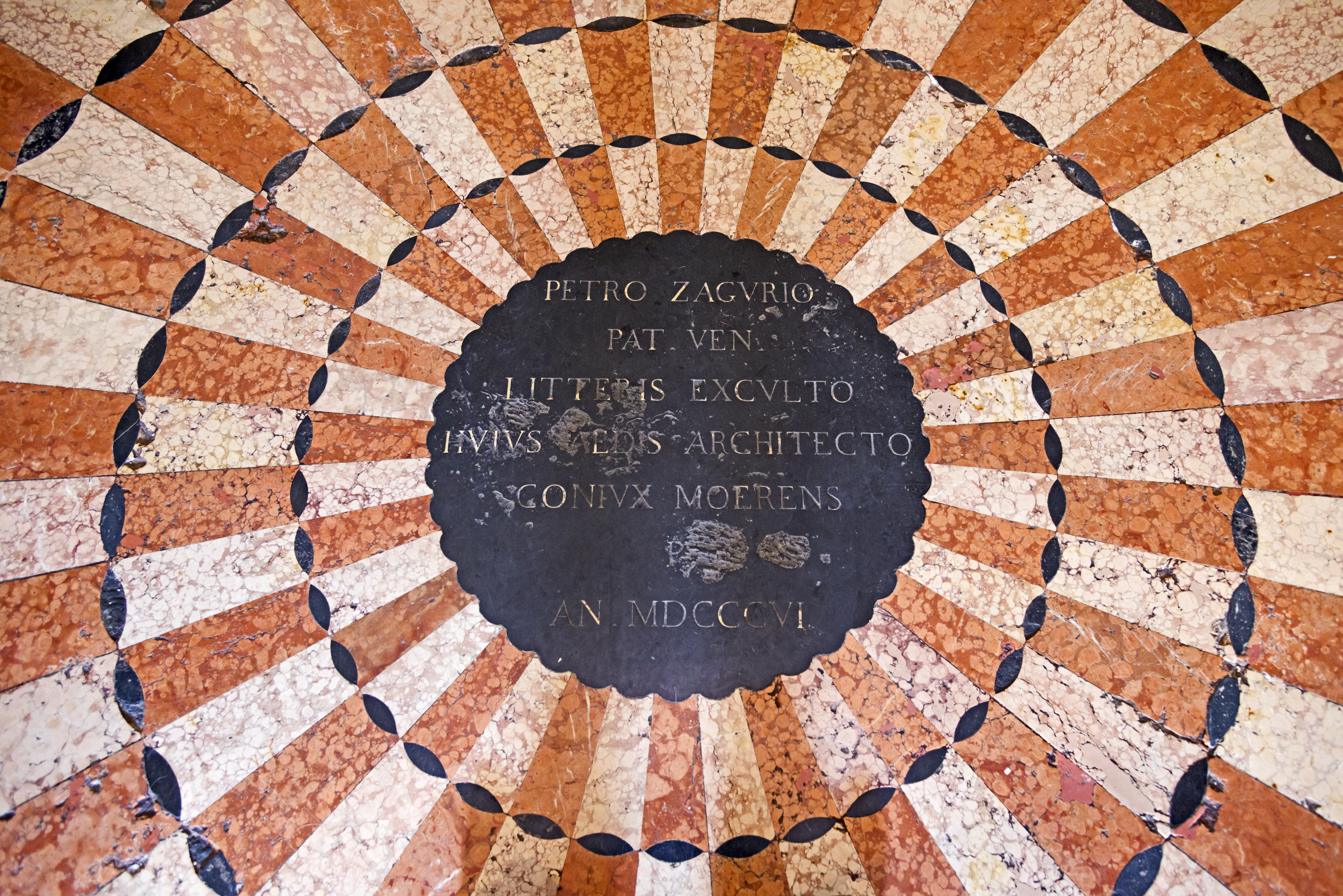
Płyta nagrobna Pietra Zaguriego

### Museo della Musica

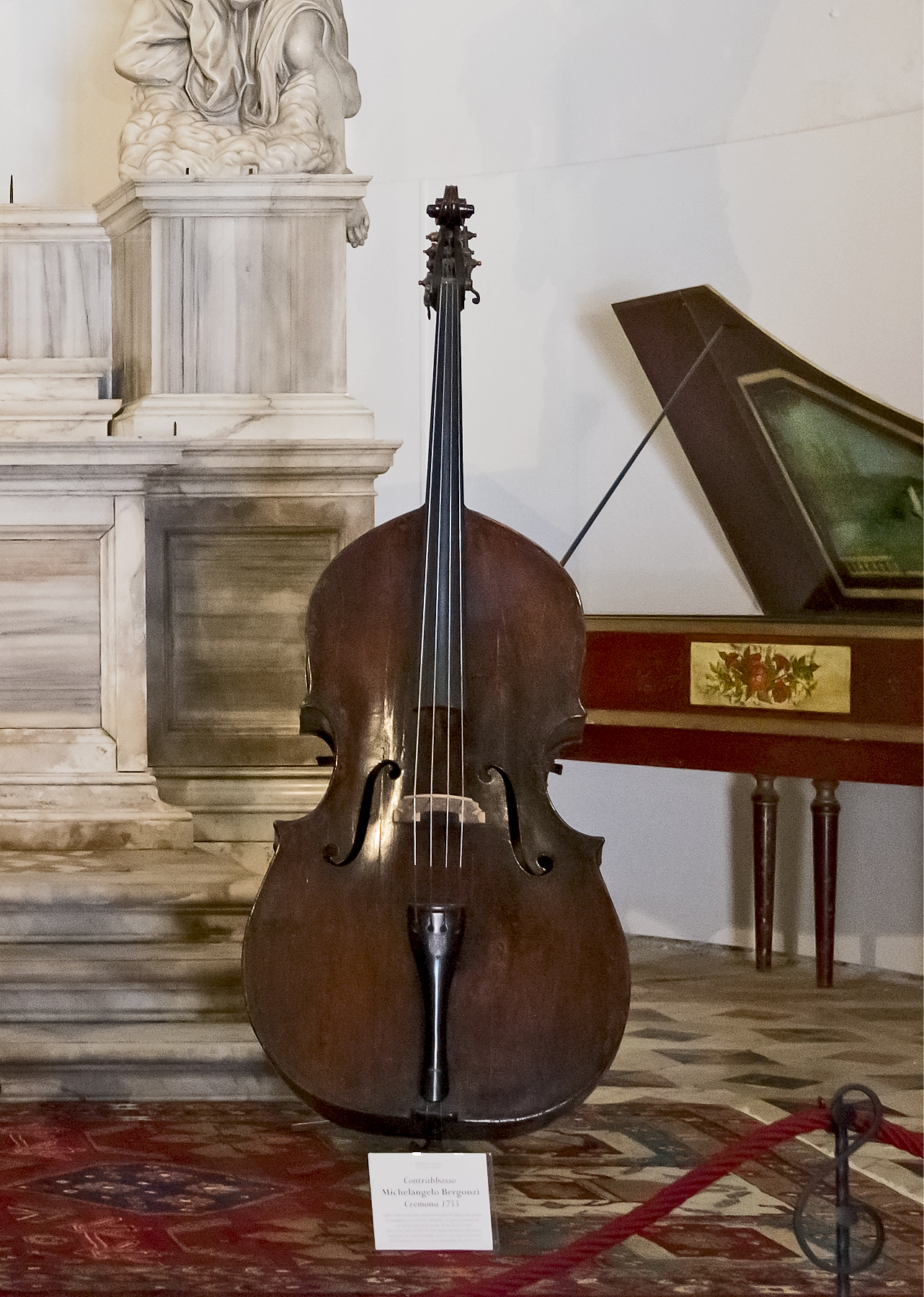
kontrabas Carla Bergonziego, Cremona, 1755
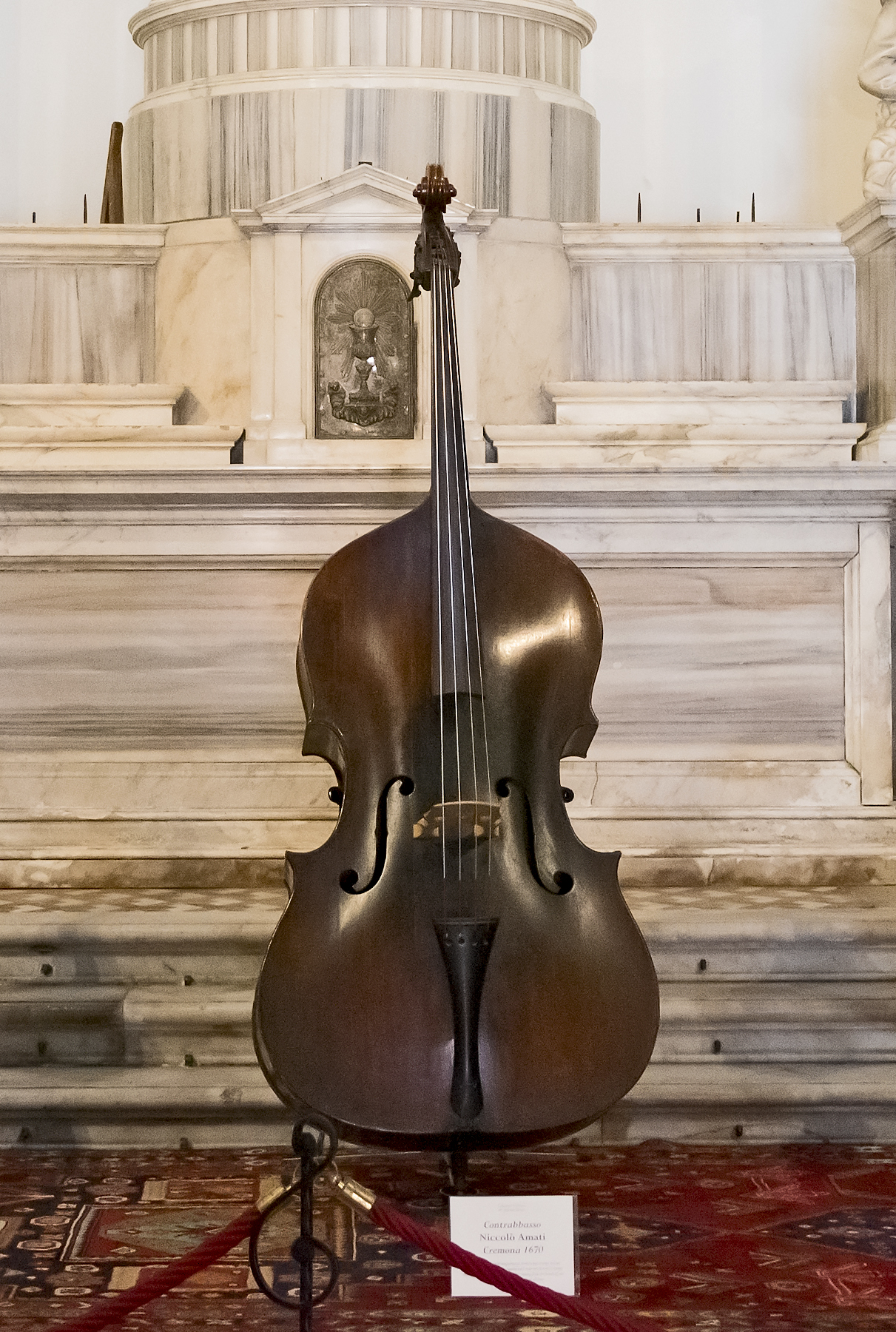
kontrabas Nicoli Amatiego, Cremona, 1670
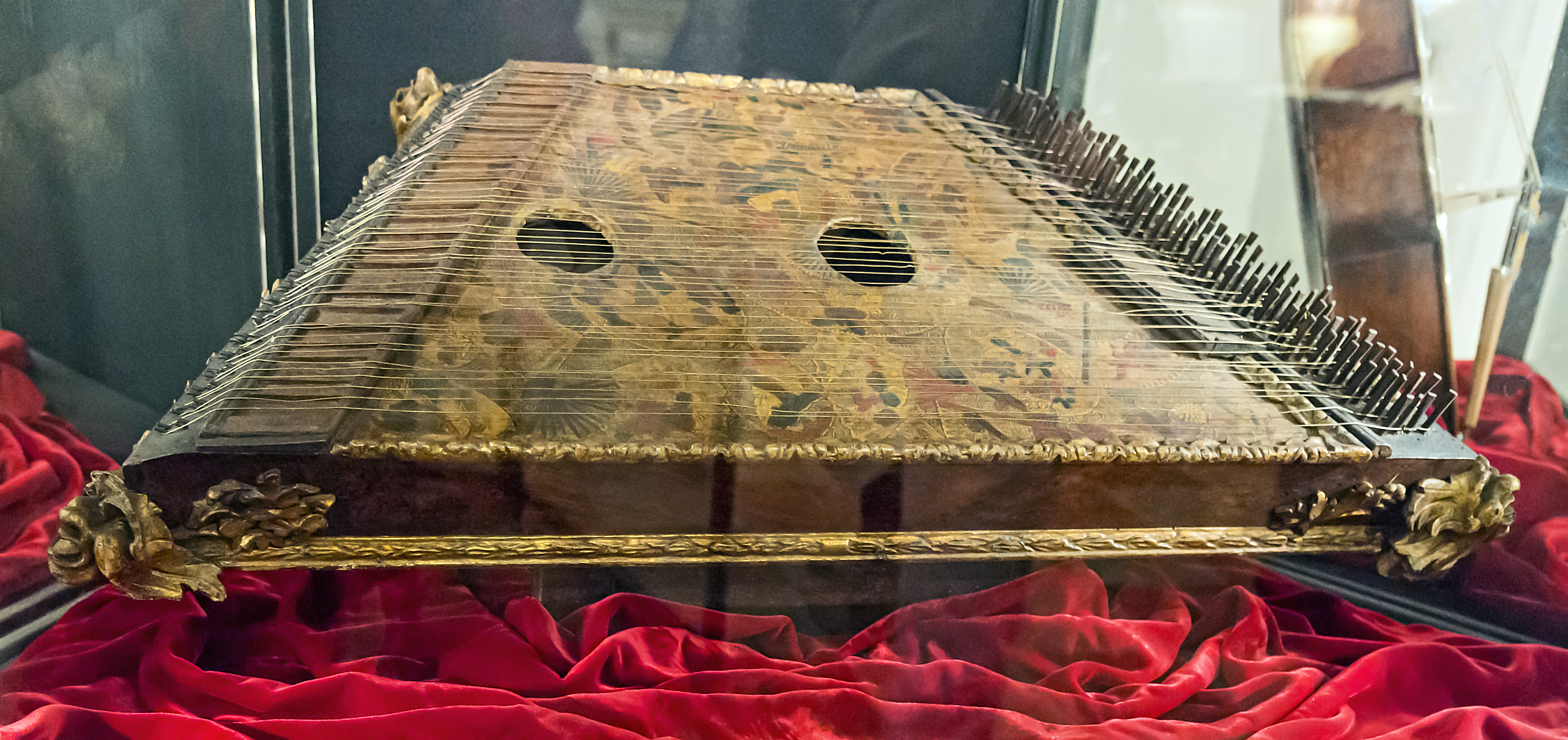
psalterium, szkoła wenecka, 1700
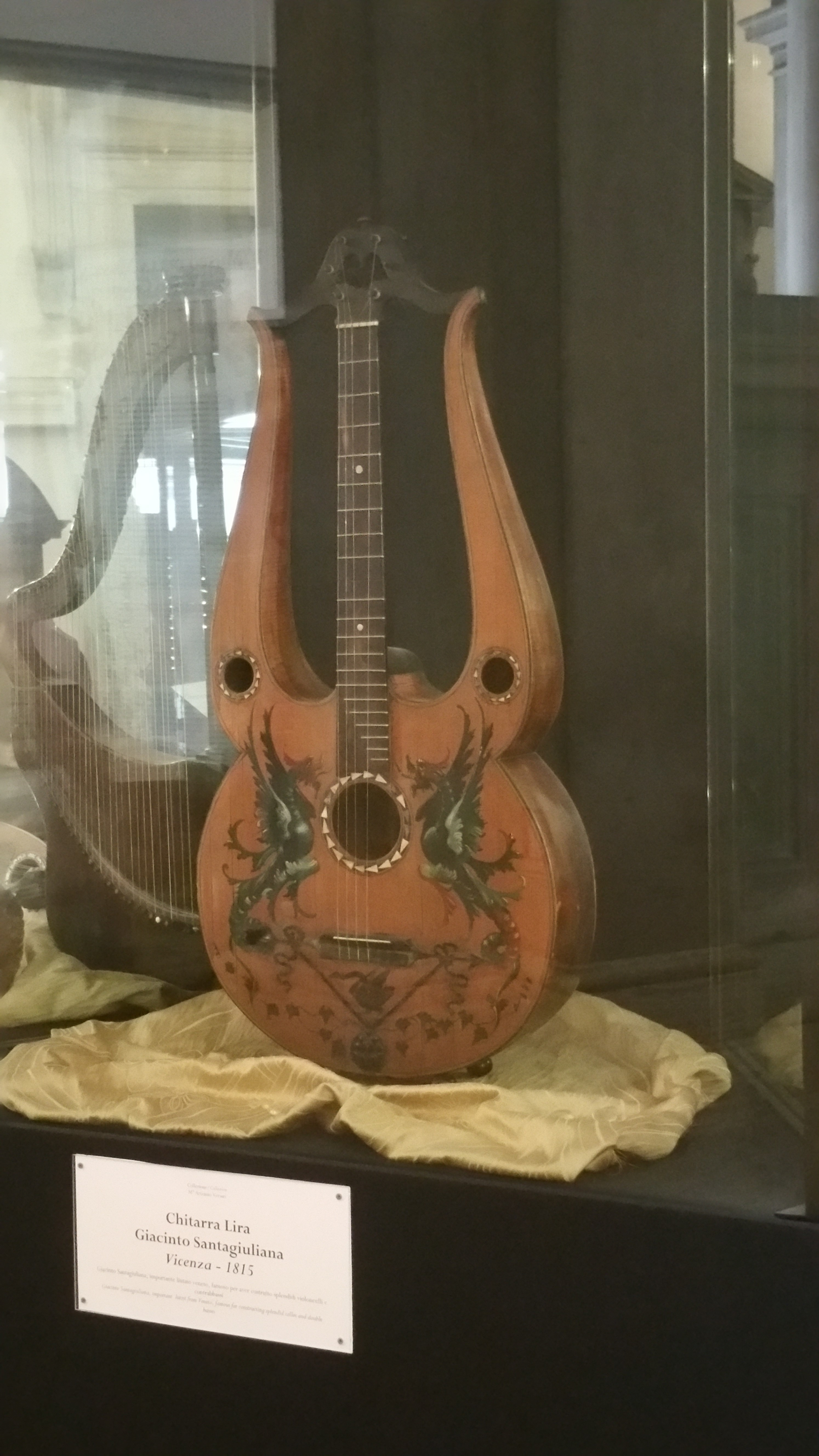
gitara-lira Giacinta Santagiuliany, Vicenza, 1815
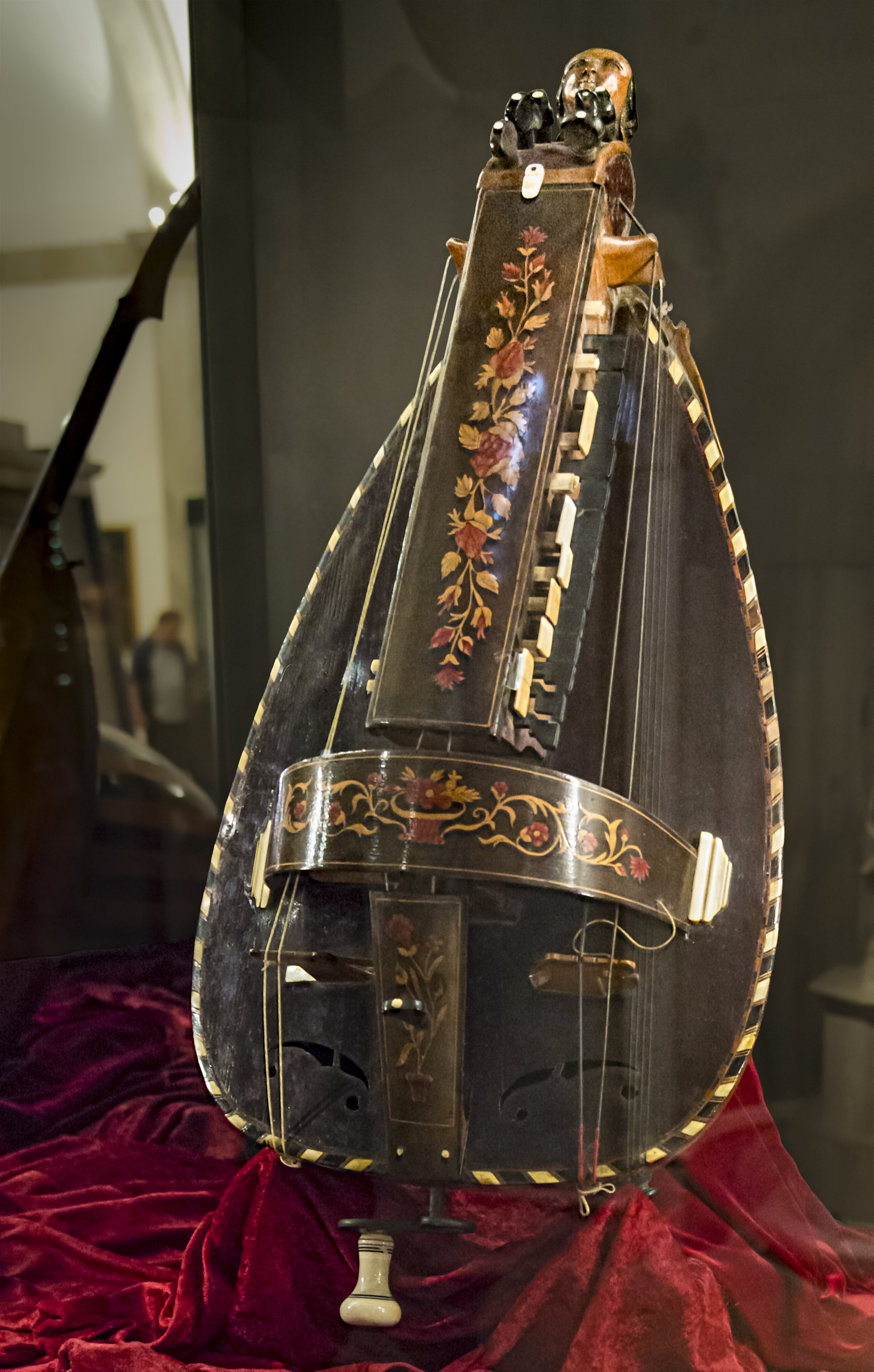
lira korbowa, szkoła francuska, 1850